# Макропидия
Макропидия (лат. Macropidia) — монотипный род травянистых растений семейства Гемодоровые (лат. Haemodoraceae), представлен единственным видом — Макропидия тёмно-бурая (лат. Macropidia fuliginosa). Произрастает на юго-западе Австралии, от Перта на юге до Геральдтона на севере.

## Ботаническое описание
Вечнозелёное травянистое растение высотой 0,2—1,8 метра.
Листья вертикальные, зелёно-жёлтые, растут из корневища, которое помогает растению переносить засуху и пожары.
Цветы появляются весной—летом на вертикальном, развлетвлённом стебле, высотой около метра.
По всему стеблю и цветам растут чёрные, короткие волосики.
Опыляется птицами:
- Иглощёкий медосос
- Lichenostomus virescens
- Lichmera indistincta
- Gliciphila melanops
- Phylidonyris niger
- Anthochaera carunculata